# Бан, Рома
Ро́ма Бан (нем. Roma Bahn; полное имя Ро́ма Хеле́на А́нна Бан, нем. Roma Helena Anna Bahn; 30 октября 1896, Берлин — 11 января 1976, Бонн) — немецкая актриса.

## Биография
Рома Бан (урождённая Рома Хелена Анна Бан) родилась 30 октября 1896 года в Берлине в семье адвоката Пауля Бана.
В шестнадцатилетнем возрасте начала брать уроки в театральной школе Макса Рейнхардта при Немецком театре в Берлине и получила свой первый ангажемент во Франкфурте-на-Майне. Позже работала в Гамбурге — пока Рейнхардт не вернул её в 1926 году на берлинскую сцену.
В 1928 году Рома Бан заменила Каролу Неер в роли Полли в спектакле Эриха Энгеля «Трёхгрошовая опера» по пьесе Бертольда Брехта с музыкой Курта Вайля в Театре на Шиффбауэрдамм. Этот спектакль был первым большим успехом Бертольда Брехта, и он стал настоящим прорывом для Ромы Бан. После этого она, в частности, сыграла Дездемону в «Отелло» с Паулем Вегенером в главной роли, вместе с Хермине Кёрнер в «Безумной из Шайо» Жана Жироду и особенно успешно Клитемнестру в «Мухах» Жана-Поля Сартра. Следующими ролями были Офелия в «Гамлете» и Лулу в «Духе земли».
Рома Бан сыграла несколько главных ролей в немых фильмах, в том числе в экспрессионистском «От рассвета до полуночи» в 1920 году. В звуковых фильмах она играла второстепенные роли и чаще эпизодические. После Второй мировой войны Бан также занималась синхронным озвучанием иностранных фильмов. В частности, она озвучила в фильме «К востоку от рая» Джо Ван Флит, получившую за свою роль премию «Оскар», Джудит Андерсон в роли Большой мамы в «Кошке на раскалённой крыше» и Глэдис Купер в фильме «Моя прекрасная леди».
В 1961 году Рома Бан покинула Берлин и после этого выступала только как приглашённая актриса. Умерла 11 января 1976 года в Бонне.

## Частная жизнь
Рома Бан была замужем за режиссёром Карлхайнцем Мартином (1886—1948), во втором браке (с 1950 года) — за архитектором Хуго Херингом (1882—1958). Бан — невестка бургомистра Брауншвейга Эрнста Бёме (1892—1968), женатого с 1925 года на её сестре Лили.
В доме у Ромы Бан долгое время хранилась картина Казимира Малевича «Голова крестьянина» — единственный известный эскиз к несохранившейся монументальной картине Малевича «Крестьянские похороны». Обе работы в числе 70 картин были привезены Казимиром Малевичем в Германию в 1927 году, участвовали в его персональной берлинской выставке и были затем оставлены художником в Берлине на хранение будущему мужу Ромы Бан Хуго Херингу.

## Премии и награды
- Рома Бан — первая носительница кольца Хермине Кёрнер[нем.] и единственная, кому кольцо вручила сама Хермине Кёрнер[нем.]. Последующий выбор немецких актрис для присуждения кольца делала Берлинская академия искусств.
- Орден «За заслуги перед Федеративной Республикой Германия»

## Фильмография
| Год  |    | Русское название                          | Оригинальное название         | Роль                                          |
| ---- | -- | ----------------------------------------- | ----------------------------- | --------------------------------------------- |
| 1919 | ф  | Девичий пастух                            | Der Mädchenhirt               | Луизе Хайль                                   |
| 1920 | ф  | От рассвета до полуночи                   | Von morgens bis mitternachts  | Дочь, нищенка, девка и девушка Армии спасения |
| 1932 | ф  | Жуткие истории                            | Unheimliche Geschichten       | Жена убийцы                                   |
| 1933 | ф  | Анна и Елизавета                          | Anna und Elisabeth            | Мэри Лейн                                     |
| 1936 | ф  | Мораль                                    | Moral                         | Принцесса Отилия                              |
| 1936 | ф  | Девушка Ирена                             | Das Mädchen Irene             | Баронесса                                     |
| 1936 | ф  | Скандал из-за «Летучей мыши»              | Skandal um die Fledermaus     | Леди Икс                                      |
| 1937 | ф  | Хабанера                                  | La Habanera                   | Эбба                                          |
| 1937 | ф  | Спор мальчика Джо                         | Streit um den Knaben Jo       | Владелица салона моды мадам Анжель            |
| 1938 | ф  | Дело Деруга                               | Der Fall Deruga               | Валеска Дурих                                 |
| 1938 | ф  | Каучук                                    | Kautschuk                     | Леди Бетти Мортимер                           |
| 1938 | ф  | Две женщины                               | Zwei Frauen                   | Фрейлейн Богнер                               |
| 1939 | ф  | Три отца вокруг Анны                      | Drei Väter um Anna            | Донка                                         |
| 1939 | ф  | Фрейлейн                                  | Fräulein                      | Тётя Лаура                                    |
| 1939 | ф  | Полицейское радио сообщает                | Der Polizeifunk meldet        | Фрау Дюваль, владелица дома моды              |
| 1939 | ф  | Премьера бабочки                          | Premiere der Butterfly        |                                               |
| 1939 | ф  | Окольные пути к счастью                   | Umwege zum Glück              | Гость у Брахтов                               |
| 1939 | ф  | Родина                                    | Heimatland                    | Матильда Верт                                 |
| 1940 | ф  | Всё обман                                 | Alles Schwindel               | Аделе Хеске                                   |
| 1940 | ф  | Головин идёт по городу                    | Golowin geht durch die Stadt  |                                               |
| 1940 | ф  | Ротшильды                                 | Die Rothschilds               | Молодая дама                                  |
| 1940 | ф  | Что здесь играют?                         | Was wird hier gespielt?       |                                               |
| 1941 | ф  | Фрау Луна                                 | Frau Luna                     | Баронесса фон Блюменфельд                     |
| 1941 | ф  | Маленькие девочки – большие заботы        | Kleine Mädchen – große Sorgen | Фрау Мюллер                                   |
| 1941 | ф  | Аннели                                    | Annelie                       | Учительница музыки фрейлейн Минке             |
| 1942 | ф  | Отставка                                  | Die Entlassung                |                                               |
| 1942 | ф  | Моя подруга Йозефина                      | Meine Freundin Josefine       | Фрейлейн Кёринг                               |
| 1942 | ф  | Дизель                                    | Diesel                        |                                               |
| 1942 | ф  | Голос сердца                              | Stimme des Herzens            | Фрау Бультхаупт                               |
| 1943 | ф  | Старое сердце снова становится молодым    | Altes Herz wird wieder jung   | Ирена Лоренц                                  |
| 1943 | ф  | Обе сестры                                | Die beiden Schwestern         |                                               |
| 1943 | ф  | Экипаж Дора                               | Besatzung Dora                | Фрейлейн Борншлегель, лаборантка              |
| 1943 | ф  | Тёмный день                               | Der dunkle Tag                | Хенриетта Вайценеггер                         |
| 1943 | ф  | Торгаш Больманн хотел порыбачить          | Fritze Bollmann wollte angeln | Розали                                        |
| 1943 | ф  | Лёгкая кровь                              | Leichtes Blut                 | Кристина                                      |
| 1943 | ф  | Маска в синем                             | Maske in Blau                 | Илона Кёрёси                                  |
| 1943 | ф  | Дикая птица                               | Wildvogel                     | Бритта фон Дермниц                            |
| 1944 | ф  | Свадебный отель                           | Das Hochzeitshotel            | Фрау Берендт                                  |
| 1944 | ф  | В девять придёт Харальд                   | Um neun kommt Harald          | Хаймендаль, экономка                          |
| 1945 | ф  | Мои господа сыновья                       | Meine Herren Söhne            | Зубной врач                                   |
| 1945 | ф  | Братья Нолтениус                          | Die Brüder Noltenius          |                                               |
| 1948 | ф  | Беате                                     | Beate                         | Фрау Шрёдер                                   |
| 1949 | ф  | Амико                                     | Amico                         | Фрау Мальцан                                  |
| 1949 | ф  | Другой                                    | Die Andere                    |                                               |
| 1950 | ф  | Ноль часов пятнадцать минут, номер девять | 0 Uhr 15, Zimmer 9            | Фрау фон Роттах                               |
| 1950 | ф  | Девушка с отношениями                     | Mädchen mit Beziehungen       | Фрейлейн Кауфманн, секретарь                  |
| 1952 | ф  | Почтовый голубь                           | Postlagernd Turteltaube       | Камилла Гомоль                                |
| 1954 | ф  | Фантом большого шалаша                    | Das Phantom des großen Zeltes | Посетительница цирка                          |
| 1954 | тф | Ингеборг (фильм)                          | Ingeborg                      |                                               |
| 1956 | ф  | …как когда-то Лили Марлен                 | …wie einst Lili Marleen       | Фрейлейн Корн                                 |
| 1957 | тф | Лучший господин                           | Ein besserer Herr             | Фрау Компас                                   |
| 1958 | ф  | Воскресение                               | Auferstehung                  | Великая княгиня                               |
| 1958 | ф  | Признайтесь, доктор Корда!                | Gestehen Sie, Dr. Corda!      | Бывшая медсестра                              |
| 1958 | ф  | Девушки в униформе                        | Mädchen in Uniform            | Женщина в гардеробной                         |
| 1966 | тф | Мужчина из Мельбурна                      | Der Mann aus Melbourne        | Леди Хедли                                    |
| 1967 | тф | Этот человек и Германия                   | Dieser Mann und Deutschland   |                                               |
| 1968 | тф | Целыми днями на деревьях                  | Ganze Tage in den Bäumen      | Мать                                          |
| 1970 | тф | Приглашение в замок                       | Einladung ins Schloss         |                                               |
| 1972 | тф | Для лучшего вида                          | Zur schönen Aussicht          |                                               |